# José Vicente Casanova
José Vicente Casanova (Zaragoza, 1951) is een Spaans  toonaangevende wetenschapper op het gebied van de godsdienstsociologie. Hij publiceert en spreekt op grote schaal over onderwerpen als religie, globalisering, migratie en pluralisme. Zijn boek "Public religions in the modern world" wordt beschouwd als een moderne klassieker.

## Opleiding en werk
Casanova studeerde filosofie in Zaragoza en behaalde zijn MA in de theologie aan de Universiteit van Innsbruck, Oostenrijk, en studeerde sociologie in New York, waar hij werd benoemd tot professor in de sociologie aan de New School for Social Research. 
Momenteel werkt hij als hoogleraar in de Godsdienstsociologie bij de afdeling Sociologie aan de Universiteit van Georgetown (Washington DC.)

## Publicaties
- Secularization, Religion, and Multicultural Citizenship (2014)
- Secular and Sacred? The Scandinavian Case of Religion in Human Rights, Law and Public Space (2014)
- Religious Associations, Religious Innovations and Denominational Identities in Contemporary Cities (2013)
- Public Religions in the Modern World" (1994)

## Onderscheidingen
- In 2012 ontving hij de Theologie Prijs van de Salzburger Hochschulwochen voor zijn prestaties op het gebied van de theologie.
- In 2014 ontving hij een eredoctoraat van de Faculteit Godgeleerdheid en Godsdienstwetenschappen van de Rijksuniversiteit Groningen[3], vanwege zijn interesse in hedendaagse vraagstukken op het gebied van de relatie tussen religie, secularisme en globalisering. In lezingen en publieke debatten spreekt hij over de verschillende, vaak controversiële onderwerpen, zoals de vrijheid van godsdienst, de rol van gender en vrouwen in de katholieke kerk, de invloed van de jezuïeten op de globalisering, religie en het seculiere in het moderne China en burgerrechten in de islamitische democratieën.

Tegenwoordig spreekt hij ook vaak over de rol van religie in stedelijke samenlevingen in relatie tot geweld, waarvan hij vindt dat religie zowel het probleem als de oplossing voor deze fundamentele problemen van het samenleven kan zijn. In een recente discussie stelt hij dat we het eens moeten worden over het feit dat we leven in een wereld met vele verschillende religies en culturen. In plaats van te proberen om iedereen in te passen in één universele religie of cultuur, moeten we juist deze pluraliteit respecteren. Hij haalt Moeder Theresa daarbij aan die eens zei: "Ik houd van alle religies, maar ik ben verliefd op mijn eigen", en hij voegt daaraan toe dat hij een proselitisme dat verenigbaar is met een dergelijke houding kan omarmen.
- Bibliothèque nationale de France: cb12457176c (data)
- Catàleg d'autoritats de noms i títols de Catalunya: 981058520784006706
- Gemeinsame Normdatei: 114222304
- International Standard Name Identifier: 0000 0001 2053 2037
- Library of Congress Control Number: n93091039
- Nationale Bibliotheek van Tsjechië: osd2015876460
- Nationale Bibliotheek van Israël: 987007300858505171
- Système universitaire de documentation: 059650400
- Virtual International Authority File: 64704776
- WorldCat: E39PCjthCJp9fCwWXPXGXyQqpP